# 고군산군도
고군산군도(古群山群島)는 전북특별자치도 군산시 옥도면이 관할하는 섬의 무리로, 선유도, 신시도, 무녀도, 장자도, 야미도, 관리도, 방축도, 말도, 명도, 대장도, 비안도, 두리도 등 12개의 유인도와 횡경도, 소횡경도, 보농도, 십이동파도 등 40여 개의 무인도로 이루어져 있다.
경관이 빼어나 관광지로 유명하며, 3개의 중심 섬(선유도, 신시도, 무녀도)과 장자도, 야미도, 대장도는 새만금 방조제 및 고군산로로 육지와 연결되어 있다.

## 역사
섬이 많이 모여 산처럼 보인다 하여 군산도(群山島)라고 불렀다. 고려 시대에는 고려-송나라 무역로의 기항지였을 뿐만 아니라, 최무선이 왜구와의 전투에서 승리한 진포해전(鎭浦海戰)의 기지였다. 고려 때에 수군(水軍) 기지를 두고 군산진(群山鎭)이라 하였는데, 조선 세종 때에 수군 기지가 육지로 이전하면서 '군산'이라는 원래의 이름은 기지가 옮긴 육지로 가고, 이 지역에는 이름 앞에 '고'(古)자가 붙었다.
19세기까지는 대부분의 섬이 전라도 만경군(현 김제시)에 속하였고, 군도 남단의 비안도와 두리도는 부안군에 속했다. 1896년 2월 3일에 새로 설치된 지도군에 고군산군도의 섬들이 모두 편입되어 전주부 지도군 고군산면이 되었다. 같은 해 8월 4일에 13도제가 실시되면서 전라남도 지도군의 관할이 되었다.
1914년 4월 1일에 지도군이 폐지되면서 고군산면이 전라북도 옥구군(현 군산시)에 편입되었다.

## 지질
고군산군도 지역에는 중생대 백악기의 화산암이 발달한다. 이는 선유도 화산암체라 불린다.
- 무녀도 조면암(Kmtr; munyeo island trachyte)은 무녀도 남부와 신시도 남부 지역에 분포하며 유문암과는 점이적인 관계로 생각되나 명확히 정의되진 못하였다. 무녀도 지역에서 유상 구조가 발달되기도 하나 대개는 괴상(塊狀)이며 야외 노두에서 담색 또는 약간 붉은 빛을 띠는 정도를 보여준다.[3]
- 야미도 유문암(Kyrh; yami island rhyolite)은 야미도를 비롯하여 동에서 서로, 신시도, 무녀도, 선유도, 곶리도, 그리고 조그마한 섬인 계도, 시투섬, 살막섬, 박섬, 백포섬 등에 분포한다. 야미도 유문암은 유동 구조를 현저히 잘 발달되기도 하나 괴상(塊狀)인 경우도 적지 않다. 야미도 유문암은 신선한 노두에서 회색을 띠나 대개 백색을 띠는 경우가 많다. 야미도 지역 시료로부터 추출한 지르콘을 SHRIMP 분석한 결과 야미도 유문암의 암석 연령이 93.6±2.1Ma (9300만 년 전)로 나타났으며 부안 화산암체의 암석 연령이 8~9천만년 전인 것을 감안할 때 선유도 일대 화산체의 형성이 부안 화산체보다 약간 이른 시기에 있었던 것으로 보인다.[3]
- 선유도 유문각력암(Ksrb; seonyu island rhyolite breccia)은 선유도를 비롯하여 대장도, 장자도, 솔섬, 닭섬 등지에 분포하며 이 지역의 유문암은 파쇄되어 다른 유문암과는 구별된다. 이 암석은 선유도 일대 화산체의 중서부에 위치하며 화산체 분출과 이에 따른 화도의 붕락 과정에서 형성되었거나 중첩되는 분출 과정에서 형성되었을 것으로 보인다. 다시 말하면 이 유문각력암의 존재는 이 분포지가 화산체의 중심부에 해당될 것으로 추정할 수 있다.[3]
  - 무녀도 무녀항 동쪽에 두 개의 무인도가 있으며 이 지역에서도 유문각력암이 발달하며 중첩된 유문암 관입/분출로 각력을 이루기도 한다. 대장도 서부 일부 노두에서는 각력이 신장(伸張)되어 있는 양상으로 나타나는데 비교적 고온의 용암 상태로 있던 당시에 형성되었을 가능성을 보여준다.[3]

## 고군산 8경
고군산군도에서 특히 경관이 뛰어난 곳을 고군산 8경이라 부른다.
- 10리 길이의 모래사장으로 유명한 선유도 명사십리(明沙十里)
- 석양이 지는 바다가 붉게 물들어 장관을 이루는 선유낙조(仙遊落照)
- 모래사장에서 자라난 팽나무가 마치 기러기 내려앉은 모습과 같다는 평사낙안(平沙落雁)
- 귀양간 선비가 임금을 그리며 흘리는 눈물같다는 망주폭포(望主瀑布)
- 장자도 앞바다에서 밤에 조업하는 어선들의 불빛을 뜻하는 장자어화(壯子漁火)
- 신시도의 고운 단풍이 달빛 그림자와 함께 바다에 비친다는 월영단풍(月影丹楓)
- 선유도 앞에 있는 3개의 섬의 모습이 마치 돛단배가 섬으로 들어오는 것처럼 보인다는 삼도귀범(三島歸帆)
- 방축도, 명도, 말도 3개 섬의 12개 봉우리가 마치 여러 무사들이 서있는 것 같다는 무산십이봉(無山十二峯)